# Elezione del Presidente della Repubblica Italiana del 1992

Risultati XVI Scrutinio: Scalfaro (672); Gianfranco Miglio (75); Cossiga (63); Paolo Volponi (50); Leo Valiani (36); Giovanni Spadolini e Arnando Forlani (7 voti ad entrambi); Giulio Andreotti e Giuliano Vassalli (6 voti ad entrambi); Nilde Iotti e Giovanni Conso (4 voti ad entrambi); Umberto Bossi ed Eugenio Scalfari (3 voti ad entrambi); Guido Quaranta (2); Assenti e schede bianche, nulle e voti dispersi complessivamente (73).

L'elezione del presidente della Repubblica Italiana del 1992 si svolse tra il 13 e il 25 maggio.
Il presidente uscente è Francesco Cossiga; risulta eletto, al XVI scrutinio, Oscar Luigi Scalfaro. Cossiga, il cui mandato sarebbe scaduto il 3 luglio, si dimette il 28 aprile e Scalfaro presta giuramento il 28 maggio.

## Contesto
Dopo le elezioni politiche del 5 e 6 aprile 1992, che vedono il ridimensionamento della Democrazia Cristiana e degli altri partiti tradizionali (il Partito Socialista Italiano perde due deputati, ma guadagna 13 senatori), l'ingresso in Parlamento della Lega Nord e la scissione del vecchio Partito Comunista Italiano tra Partito Democratico della Sinistra e Rifondazione Comunista, il 25 aprile, prima di poter cominciare le consultazioni per la formazione del nuovo governo, il presidente Francesco Cossiga rassegna le dimissioni. Il Parlamento in seduta comune è convocato dal presidente della Camera Scalfaro per il 13 maggio.
Nei primi tre scrutini, che richiedono la maggioranza qualificata dei due terzi dell'aula, la DC vota il candidato di bandiera Giorgio De Giuseppe, riservandosi di proporre in seguito il proprio candidato ufficiale Arnaldo Forlani; il PDS vota Nilde Iotti; il PSI Giuliano Vassalli e la Lega Nord Gianfranco Miglio. Al IV scrutinio democristiani e socialisti si astengono.
Nel corso del 5º e del 6º scrutinio, entrambi avvenuti il 16 maggio 1992, viene lanciata la candidatura di Forlani, che però manca l'elezione rispettivamente di 39 e di 29 voti, a causa soprattutto dei numerosi franchi tiratori democristiani, ma anche dei repubblicani, che votano Spadolini. I 29 voti dall'elezione a presidente della Repubblica mancanti a Forlani al 6º scrutinio rappresentano tuttora il minimo margine dal quorum ottenuto da un candidato alla fine non eletto. Dietro a tutto ciò è presente la candidatura sotterranea di Giulio Andreotti, Presidente del Consiglio dei Ministri in carica, sebbene la sua corrente non si esponga a votarlo direttamente, preferendo l'esercizio di un lavoro d'interdizione, in particolare sulla candidatura Forlani, membro del suo stesso partito.
Negli scrutini successivi si delinea una situazione di stallo, mentre tra i votati appare il nome del presidente della Camera Scalfaro, che ottiene tra i 6 e i 27 voti. Al 9º scrutinio il PDS abbandona la candidatura di Nilde Iotti. All'11º il segretario del PSI Bettino Craxi rilancia la candidatura di Giuliano Vassalli a cui il PDS oppone per un solo scrutinio Francesco De Martino, mentre la DC non partecipa alle votazioni; il segretario del MSI Gianfranco Fini dà indicazione ai suoi parlamentari di votare Paolo Borsellino, che ottenne in quello scrutinio 47 preferenze, risultando quarto.
Al 14º scrutinio, la DC e i partiti laici decidono di appoggiare la candidatura Vassalli, che avrebbe i numeri per essere eletto, ma resta al di sotto del quorum di 158 voti. Contemporaneamente, il PDS tenta di guadagnarsi il favore dei democristiani contrari a Vassalli, candidando Giovanni Conso, un giurista cattolico ex presidente della Corte costituzionale, con successo insufficiente.
Dopo il 15º scrutinio, il 23 maggio arriva la notizia della strage di Capaci con l'assassinio di Giovanni Falcone e della sua scorta, per cui diviene impraticabile l'emersione della candidatura di Giulio Andreotti, prevista dopo l'affossamento di tutte le altre, essendo giudicata di scarsa presentabilità pubblica la figura del più volte presidente del Consiglio, in una situazione di emergenza nazionale nella lotta alla mafia.
Le forze politiche trovano quindi un accordo sull'elezione del presidente della Camera Oscar Luigi Scalfaro, che, al 16º scrutinio, con 672 voti su 1 002, è eletto presidente della Repubblica. In previsione della sua elezione, Scalfaro aveva lasciato a presiedere l'assemblea il vicepresidente vicario Stefano Rodotà, onde evitare il ripetersi di ciò che si verificò durante le elezioni presidenziali del 1955 quando l'allora Presidente della Camera dei Deputati Giovanni Gronchi presiedette allo spoglio che poi effettivamente lo portò ad essere eletto Presidente della Repubblica.

## L'assemblea elettrice

### Composizione dell'assemblea
| Partito                | Partito                                 | Deputati | Senatori | Delegati regionali | Totale |
| ---------------------- | --------------------------------------- | -------- | -------- | ------------------ | ------ |
|                        | Democrazia Cristiana                    | 206      | 112      | 22                 | 340    |
|                        | Partito Democratico della Sinistra      | 107      | 67       | 18                 | 192    |
|                        | Partito Socialista Italiano             | 92       | 51       | 16                 | 159    |
|                        | Lega Nord                               | 55       | 25       | —                  | 80     |
|                        | Rifondazione Comunista                  | 35       | 20       | —                  | 55     |
|                        | Movimento Sociale Italiano              | 34       | 16       | —                  | 50     |
|                        | Partito Repubblicano Italiano           | 27       | 12       | —                  | 39     |
|                        | Partito Liberale Italiano               | 17       | 5        | —                  | 22     |
|                        | Federazione dei Verdi                   | 16       | 4        | —                  | 20     |
|                        | Partito Socialista Democratico Italiano | 16       | 3        | —                  | 19     |
|                        | La Rete                                 | 12       | 3        | —                  | 15     |
|                        | Südtiroler Volkspartei                  | 3        | 3        | 1                  | 7      |
|                        | Lista Pannella                          | 6        | —        | —                  | 6      |
|                        | Lega Autonomia Veneta                   | 1        | 1        | —                  | 2      |
|                        | Union Valdôtaine                        | 1        | 1        | —                  | 2      |
|                        | Partito Sardo d'Azione                  | 1        | —        | —                  | 1      |
|                        | Lega Alpina Lumbarda                    | —        | 1        | —                  | 1      |
|                        | Partito Autonomista Trentino Tirolese   | —        | —        | 1                  | 1      |
|                        | Indipendenti                            | 1        | 2        | —                  | 3      |
| Totale grandi elettori | Totale grandi elettori                  | 630      | 326      | 58                 | 1014   |
| Fonti: L'Unità         |                                         |          |          |                    |        |

## L'elezione

### Preferenze per Oscar Luigi Scalfaro
| Scrutinio | Voti | Percentuale |
| --------- | ---- | ----------- |
| I         | 6    | 0,6%        |
| II        | 8    | 0,8%        |
| III       | 8    | 0,8%        |
| IV        | 7    | 0,7%        |
| V         | 6    | 0,6%        |
| VI        | 10   | 1%          |
| VII       | 13   | 1,3%        |
| VIII      | 25   | 2,4%        |
| IX        | 24   | 3,7%        |
| X         | 24   | 2,4%        |
| XI        | 10   | 1%          |
| XII       | 9    | 0,9%        |
| XIII      | 7    | 0,7%        |
| XIV       | 21   | 2,2%        |
| XV        | 17   | 1,6%        |
| XVI       | 672  | 66,5%       |

### 13 maggio 1992

#### I scrutinio
Per la nomina è richiesta una maggioranza dei due terzi dei 1014 membri dell'Assemblea.
| Dati votazione | Dati votazione       |    | Nome                | Nome | Voti |
| -------------- | -------------------- | -- | ------------------- | ---- | ---- |
| Presenti       | 869                  |    | Giorgio De Giuseppe | 296  |      |
| Votanti        | 867                  |    | Nilde Iotti         | 183  |      |
| Astenuti       | 2                    |    | Giuliano Vassalli   | 152  |      |
| Maggioranza    | 676                  |    | Paolo Volponi       | 51   |      |
|                |                      |    | Norberto Bobbio     | 26   |      |
|                | Antonio Cariglia     | 20 |                     |      |      |
|                | Tina Anselmi         | 19 |                     |      |      |
|                | Salvatore Valitutti  | 19 |                     |      |      |
|                | Silvius Magnago      | 8  |                     |      |      |
|                | Mino Martinazzoli    | 6  |                     |      |      |
|                | Oscar Luigi Scalfaro | 6  |                     |      |      |
|                | Giovanni Spadolini   | 6  |                     |      |      |
|                | Emilio Colombo       | 5  |                     |      |      |
|                | Leopoldo Elia        | 4  |                     |      |      |
|                | Manlio Cecovini      | 2  |                     |      |      |
|                | Giuseppe Guarino     | 2  |                     |      |      |
|                | Mario Melis          | 2  |                     |      |      |
|                | Voti dispersi        | 11 |                     |      |      |
|                | Schede bianche       | 45 |                     |      |      |
|                | Schede nulle         | 6  |                     |      |      |

Poiché nessun candidato raggiunge il quorum richiesto, si procede al II scrutinio.

#### II scrutinio
Per la nomina è richiesta una maggioranza dei due terzi dei 1014 membri dell'Assemblea.
| Dati votazione | Dati votazione       |    | Nome                | Nome | Voti |
| -------------- | -------------------- | -- | ------------------- | ---- | ---- |
| Presenti       | 991                  |    | Giorgio De Giuseppe | 284  |      |
| Votanti        | 991                  |    | Nilde Iotti         | 182  |      |
| Astenuti       | 0                    |    | Giuliano Vassalli   | 143  |      |
| Maggioranza    | 676                  |    | Gianfranco Miglio   | 78   |      |
|                |                      |    | Paolo Volponi       | 51   |      |
|                | Alfredo Pazzaglia    | 48 |                     |      |      |
|                | Norberto Bobbio      | 25 |                     |      |      |
|                | Antonio Cariglia     | 23 |                     |      |      |
|                | Salvatore Valitutti  | 21 |                     |      |      |
|                | Tina Anselmi         | 18 |                     |      |      |
|                | Mino Martinazzoli    | 13 |                     |      |      |
|                | Emilio Colombo       | 9  |                     |      |      |
|                | Silvius Magnago      | 8  |                     |      |      |
|                | Oscar Luigi Scalfaro | 8  |                     |      |      |
|                | Giovanni Spadolini   | 8  |                     |      |      |
|                | Leopoldo Elia        | 4  |                     |      |      |
|                | Giulio Andreotti     | 4  |                     |      |      |
|                | Manlio Cecovini      | 3  |                     |      |      |
|                | Francesco Cossiga    | 2  |                     |      |      |
|                | Mario Melis          | 2  |                     |      |      |
|                | Voti dispersi        | 6  |                     |      |      |
|                | Schede bianche       | 46 |                     |      |      |
|                | Schede nulle         | 6  |                     |      |      |

Poiché nessun candidato raggiunge il quorum richiesto, si procede al III scrutinio.

### 14 maggio 1992

#### III scrutinio
Per la nomina è richiesta una maggioranza dei due terzi dei 1014 membri dell'Assemblea.
| Dati votazione | Dati votazione       |    | Nome                | Nome | Voti |
| -------------- | -------------------- | -- | ------------------- | ---- | ---- |
| Presenti       | 981                  |    | Giorgio De Giuseppe | 257  |      |
| Votanti        | 981                  |    | Nilde Iotti         | 245  |      |
| Astenuti       | 0                    |    | Giuliano Vassalli   | 139  |      |
| Maggioranza    | 676                  |    | Gianfranco Miglio   | 77   |      |
|                |                      |    | Alfredo Pazzaglia   | 47   |      |
|                | Mino Martinazzoli    | 29 |                     |      |      |
|                | Norberto Bobbio      | 25 |                     |      |      |
|                | Salvatore Valitutti  | 22 |                     |      |      |
|                | Antonio Cariglia     | 21 |                     |      |      |
|                | Giovanni Spadolini   | 20 |                     |      |      |
|                | Emilio Colombo       | 17 |                     |      |      |
|                | Giuseppe Guarino     | 8  |                     |      |      |
|                | Silvius Magnago      | 8  |                     |      |      |
|                | Oscar Luigi Scalfaro | 8  |                     |      |      |
|                | Tina Anselmi         | 3  |                     |      |      |
|                | Ciriaco De Mita      | 3  |                     |      |      |
|                | Leopoldo Elia        | 3  |                     |      |      |
|                | Giulio Andreotti     | 2  |                     |      |      |
|                | Manlio Cecovini      | 2  |                     |      |      |
|                | Voti dispersi        | 8  |                     |      |      |
|                | Schede bianche       | 32 |                     |      |      |
|                | Schede nulle         | 9  |                     |      |      |

Poiché nessun candidato raggiunge il quorum richiesto, si procede al IV scrutinio.

### 15 maggio 1992

#### IV scrutinio
Per la nomina è richiesta una maggioranza assoluta dei 1014 membri dell'Assemblea.
| Dati votazione | Dati votazione       |    | Nome               | Nome | Voti |
| -------------- | -------------------- | -- | ------------------ | ---- | ---- |
| Presenti       | 833                  |    | Nilde Iotti        | 256  |      |
| Votanti        | 511                  |    | Gianfranco Miglio  | 77   |      |
| Astenuti       | 322                  |    | Alfredo Pazzaglia  | 49   |      |
| Maggioranza    | 508                  |    | Giovanni Spadolini | 28   |      |
|                |                      |    | Norberto Bobbio    | 23   |      |
|                | Salvatore Valitutti  | 21 |                    |      |      |
|                | Oscar Luigi Scalfaro | 7  |                    |      |      |
|                | Giorgio Lombardi     | 3  |                    |      |      |
|                | Giulio Andreotti     | 2  |                    |      |      |
|                | Francesco Cossiga    | 2  |                    |      |      |
|                | Voti dispersi        | 10 |                    |      |      |
|                | Schede bianche       | 31 |                    |      |      |
|                | Schede nulle         | 2  |                    |      |      |

Poiché nessun candidato raggiunge il quorum richiesto, si procede al V scrutinio.

### 16 maggio 1992

#### V scrutinio
Per la nomina è richiesta una maggioranza assoluta dei 1014 membri dell'Assemblea.
| Dati votazione | Dati votazione       |    | Nome               | Nome | Voti |
| -------------- | -------------------- | -- | ------------------ | ---- | ---- |
| Presenti       | 993                  |    | Arnaldo Forlani    | 469  |      |
| Votanti        | 993                  |    | Nilde Iotti        | 249  |      |
| Astenuti       | 0                    |    | Gianfranco Miglio  | 75   |      |
| Maggioranza    | 508                  |    | Alfredo Pazzaglia  | 51   |      |
|                |                      |    | Giovanni Spadolini | 35   |      |
|                | Norberto Bobbio      | 24 |                    |      |      |
|                | Oscar Luigi Scalfaro | 6  |                    |      |      |
|                | Mino Martinazzoli    | 6  |                    |      |      |
|                | Giulio Andreotti     | 3  |                    |      |      |
|                | Voti dispersi        | 5  |                    |      |      |
|                | Schede bianche       | 71 |                    |      |      |
|                | Schede nulle         | 2  |                    |      |      |

Poiché nessun candidato raggiunge il quorum richiesto, si procede al VI scrutinio.

#### VI scrutinio
Per la nomina è richiesta una maggioranza assoluta dei 1014 membri dell'Assemblea.
| Dati votazione | Dati votazione       |    | Nome               | Nome | Voti |
| -------------- | -------------------- | -- | ------------------ | ---- | ---- |
| Presenti       | 994                  |    | Arnaldo Forlani    | 479  |      |
| Votanti        | 994                  |    | Nilde Iotti        | 235  |      |
| Astenuti       | 0                    |    | Gianfranco Miglio  | 76   |      |
| Maggioranza    | 508                  |    | Alfredo Pazzaglia  | 54   |      |
|                |                      |    | Giovanni Spadolini | 34   |      |
|                | Norberto Bobbio      | 25 |                    |      |      |
|                | Oscar Luigi Scalfaro | 10 |                    |      |      |
|                | Mino Martinazzoli    | 3  |                    |      |      |
|                | Voti dispersi        | 6  |                    |      |      |
|                | Schede bianche       | 76 |                    |      |      |
|                | Schede nulle         | 1  |                    |      |      |

Poiché nessun candidato raggiunge il quorum richiesto, si procede al VII scrutinio.

### 17 maggio 1992

#### VII scrutinio
Per la nomina è richiesta una maggioranza assoluta dei 1014 membri dell'Assemblea.
| Dati votazione | Dati votazione     |     | Nome                 | Nome | Voti |
| -------------- | ------------------ | --- | -------------------- | ---- | ---- |
| Presenti       | 986                |     | Nilde Iotti          | 233  |      |
| Votanti        | 664                |     | Gianfranco Miglio    | 79   |      |
| Astenuti       | 322                |     | Norberto Bobbio      | 31   |      |
| Maggioranza    | 508                |     | Guido Carli          | 19   |      |
|                |                    |     | Oscar Luigi Scalfaro | 13   |      |
|                | Roland Riz         | 12  |                      |      |      |
|                | Giovanni Spadolini | 11  |                      |      |      |
|                | Arnaldo Forlani    | 6   |                      |      |      |
|                | Tina Anselmi       | 3   |                      |      |      |
|                | Alfredo Pazzaglia  | 3   |                      |      |      |
|                | Giuliano Vassalli  | 3   |                      |      |      |
|                | Mino Martinazzoli  | 2   |                      |      |      |
|                | Voti dispersi      | 23  |                      |      |      |
|                | Schede bianche     | 216 |                      |      |      |
|                | Schede nulle       | 10  |                      |      |      |

Poiché nessun candidato raggiunge il quorum richiesto, si procede all'VIII scrutinio.

#### VIII scrutinio
Per la nomina è richiesta una maggioranza assoluta dei 1014 membri dell'Assemblea.
| Dati votazione | Dati votazione       |     | Nome                 | Nome | Voti |
| -------------- | -------------------- | --- | -------------------- | ---- | ---- |
| Presenti       | 923                  |     | Nilde Iotti          | 214  |      |
| Votanti        | 625                  |     | Gianfranco Miglio    | 82   |      |
| Astenuti       | 298                  |     | Oscar Luigi Scalfaro | 25   |      |
| Maggioranza    | 508                  |     | Guido Carli          | 20   |      |
|                |                      |     | Tina Anselmi         | 18   |      |
|                | Roland Riz           | 13  |                      |      |      |
|                | Giovanni Spadolini   | 11  |                      |      |      |
|                | Vincenzo Muccioli    | 7   |                      |      |      |
|                | Norberto Bobbio      | 6   |                      |      |      |
|                | Marte Ferrari        | 4   |                      |      |      |
|                | Gino Giugni          | 4   |                      |      |      |
|                | Giuliano Amato       | 3   |                      |      |      |
|                | Alfredo Biondi       | 3   |                      |      |      |
|                | Luciano Lama         | 3   |                      |      |      |
|                | Giorgio Ruffolo      | 3   |                      |      |      |
|                | Giuseppe Avolio      | 2   |                      |      |      |
|                | Francesco Cossiga    | 2   |                      |      |      |
|                | Bettino Craxi        | 2   |                      |      |      |
|                | Francesco De Martino | 2   |                      |      |      |
|                | Mino Martinazzoli    | 2   |                      |      |      |
|                | Voti dispersi        | 16  |                      |      |      |
|                | Schede bianche       | 175 |                      |      |      |
|                | Schede nulle         | 7   |                      |      |      |

Poiché nessun candidato raggiunge il quorum richiesto, si procede al IX scrutinio.

#### IX scrutinio
Per la nomina è richiesta una maggioranza assoluta dei 1014 membri dell'Assemblea.
| Dati votazione | Dati votazione       |     | Nome                 | Nome | Voti |
| -------------- | -------------------- | --- | -------------------- | ---- | ---- |
| Presenti       | 942                  |     | Gianfranco Miglio    | 78   |      |
| Votanti        | 642                  |     | Ettore Gallo         | 52   |      |
| Astenuti       | 300                  |     | Vincenzo Muccioli    | 46   |      |
| Maggioranza    | 508                  |     | Oscar Luigi Scalfaro | 24   |      |
|                |                      |     | Augusto Barbera      | 19   |      |
|                | Tina Anselmi         | 18  |                      |      |      |
|                | Guido Carli          | 13  |                      |      |      |
|                | Roland Riz           | 12  |                      |      |      |
|                | Francesco De Martino | 10  |                      |      |      |
|                | Marte Ferrari        | 7   |                      |      |      |
|                | Norberto Bobbio      | 6   |                      |      |      |
|                | Giovanni Spadolini   | 6   |                      |      |      |
|                | Luciano Lama         | 4   |                      |      |      |
|                | Alfredo Biondi       | 3   |                      |      |      |
|                | Giovanni Conso       | 3   |                      |      |      |
|                | Nilde Iotti          | 3   |                      |      |      |
|                | Gennaro Acquaviva    | 2   |                      |      |      |
|                | Giuliano Amato       | 2   |                      |      |      |
|                | Pietro Ingrao        | 2   |                      |      |      |
|                | Giuliano Vassalli    | 2   |                      |      |      |
|                | Voti dispersi        | 20  |                      |      |      |
|                | Schede bianche       | 300 |                      |      |      |
|                | Schede nulle         | 3   |                      |      |      |

Poiché nessun candidato raggiunge il quorum richiesto, si procede al X scrutinio.

### 19 maggio 1992

#### X scrutinio
Per la nomina è richiesta una maggioranza assoluta dei 1014 membri dell'Assemblea.
| Dati votazione | Dati votazione       |     | Nome                 | Nome | Voti |
| -------------- | -------------------- | --- | -------------------- | ---- | ---- |
| Presenti       | 940                  |     | Gianfranco Miglio    | 77   |      |
| Votanti        | 635                  |     | Ettore Gallo         | 56   |      |
| Astenuti       | 305                  |     | Giovanni Conso       | 32   |      |
| Maggioranza    | 508                  |     | Oscar Luigi Scalfaro | 27   |      |
|                |                      |     | Augusto Barbera      | 24   |      |
|                | Tina Anselmi         | 19  |                      |      |      |
|                | Giovanni Spadolini   | 16  |                      |      |      |
|                | Aldo Aniasi          | 14  |                      |      |      |
|                | Cesare Dujany        | 12  |                      |      |      |
|                | Norberto Bobbio      | 9   |                      |      |      |
|                | Rocco Amato          | 8   |                      |      |      |
|                | Marte Ferrari        | 7   |                      |      |      |
|                | Alberto Ciampaglia   | 6   |                      |      |      |
|                | Giuliano Vassalli    | 6   |                      |      |      |
|                | Luciano Violante     | 5   |                      |      |      |
|                | Giuliano Amato       | 4   |                      |      |      |
|                | Francesco De Martino | 4   |                      |      |      |
|                | Alfredo Biondi       | 3   |                      |      |      |
|                | Francesco Cossiga    | 3   |                      |      |      |
|                | Pietro Ingrao        | 3   |                      |      |      |
|                | Luciano Lama         | 3   |                      |      |      |
|                | Giulio Caradonna     | 2   |                      |      |      |
|                | Bettino Craxi        | 2   |                      |      |      |
|                | Gino Giugni          | 2   |                      |      |      |
|                | Libero Gualtieri     | 2   |                      |      |      |
|                | Nilde Iotti          | 2   |                      |      |      |
|                | Mino Martinazzoli    | 2   |                      |      |      |
|                | Pietro Pizzo         | 2   |                      |      |      |
|                | Voti dispersi        | 22  |                      |      |      |
|                | Schede bianche       | 257 |                      |      |      |
|                | Schede nulle         | 4   |                      |      |      |

Poiché nessun candidato raggiunge il quorum richiesto, si procede all'XI scrutinio.

#### XI scrutinio
Per la nomina è richiesta una maggioranza assoluta dei 1011 membri dell'Assemblea.
| Dati votazione | Dati votazione       |    | Nome                 | Nome | Voti |
| -------------- | -------------------- | -- | -------------------- | ---- | ---- |
| Presenti       | 967                  |    | Francesco De Martino | 235  |      |
| Votanti        | 663                  |    | Giuliano Vassalli    | 188  |      |
| Astenuti       | 304                  |    | Gianfranco Miglio    | 77   |      |
| Maggioranza    | 508                  |    | Paolo Borsellino     | 47   |      |
|                |                      |    | Giovanni Conso       | 23   |      |
|                | Tina Anselmi         | 15 |                      |      |      |
|                | Giovanni Spadolini   | 13 |                      |      |      |
|                | Cesare Dujany        | 12 |                      |      |      |
|                | Oscar Luigi Scalfaro | 10 |                      |      |      |
|                | Alfredo Biondi       | 2  |                      |      |      |
|                | Libero Gualtieri     | 2  |                      |      |      |
|                | Emilio Isgrò         | 2  |                      |      |      |
|                | Voti dispersi        | 11 |                      |      |      |
|                | Schede bianche       | 25 |                      |      |      |
|                | Schede nulle         | 1  |                      |      |      |

Poiché nessun candidato raggiunge il quorum richiesto, si procede al XII scrutinio.

### 20 maggio 1992

#### XII scrutinio
Per la nomina è richiesta una maggioranza assoluta dei 1011 membri dell'Assemblea.
| Dati votazione | Dati votazione         |     | Nome               | Nome | Voti |
| -------------- | ---------------------- | --- | ------------------ | ---- | ---- |
| Presenti       | 918                    |     | Giuliano Vassalli  | 189  |      |
| Votanti        | 614                    |     | Gianfranco Miglio  | 80   |      |
| Astenuti       | 303                    |     | Ettore Gallo       | 68   |      |
| Maggioranza    | 508                    |     | Giovanni Spadolini | 23   |      |
|                |                        |     | Giovanni Conso     | 22   |      |
|                | Tina Anselmi           | 18  |                    |      |      |
|                | Oscar Luigi Scalfaro   | 9   |                    |      |      |
|                | Norberto Bobbio        | 9   |                    |      |      |
|                | Giuseppe Avolio        | 5   |                    |      |      |
|                | Francesco Cossiga      | 2   |                    |      |      |
|                | Ignazio Marcello Gallo | 2   |                    |      |      |
|                | Bruno Visentini        | 2   |                    |      |      |
|                | Voti dispersi          | 23  |                    |      |      |
|                | Schede bianche         | 159 |                    |      |      |
|                | Schede nulle           | 4   |                    |      |      |

Poiché nessun candidato raggiunge il quorum richiesto, si procede al XIII scrutinio.

### 21 maggio 1992

#### XIII scrutinio
Per la nomina è richiesta una maggioranza assoluta dei 1011 membri dell'Assemblea.
| Dati votazione | Dati votazione       |    | Nome               | Nome | Voti |
| -------------- | -------------------- | -- | ------------------ | ---- | ---- |
| Presenti       | 908                  |    | Ettore Gallo       | 192  |      |
| Votanti        | 606                  |    | Giuliano Vassalli  | 171  |      |
| Astenuti       | 302                  |    | Gianfranco Miglio  | 79   |      |
| Maggioranza    | 508                  |    | Giovanni Conso     | 22   |      |
|                |                      |    | Giovanni Spadolini | 20   |      |
|                | Tina Anselmi         | 17 |                    |      |      |
|                | Roland Riz           | 14 |                    |      |      |
|                | Oscar Luigi Scalfaro | 7  |                    |      |      |
|                | Emilio Frattarelli   | 6  |                    |      |      |
|                | Mino Martinazzoli    | 6  |                    |      |      |
|                | Francesco Cossiga    | 4  |                    |      |      |
|                | Arrigo Boldrini      | 3  |                    |      |      |
|                | Libero Gualtieri     | 3  |                    |      |      |
|                | Carlo Smuraglia      | 3  |                    |      |      |
|                | Norberto Bobbio      | 2  |                    |      |      |
|                | Luciano Lama         | 2  |                    |      |      |
|                | Leo Valiani          | 2  |                    |      |      |
|                | Bruno Visentini      | 2  |                    |      |      |
|                | Voti dispersi        | 16 |                    |      |      |
|                | Schede bianche       | 35 |                    |      |      |
|                | Schede nulle         | 0  |                    |      |      |

Poiché nessun candidato raggiunge il quorum richiesto, si procede al XIV scrutinio.

### 22 maggio 1992

#### XIV scrutinio
Per la nomina è richiesta una maggioranza assoluta dei 1011 membri dell'Assemblea.
| Dati votazione | Dati votazione       |    | Nome              | Nome | Voti |
| -------------- | -------------------- | -- | ----------------- | ---- | ---- |
| Presenti       | 982                  |    | Giuliano Vassalli | 351  |      |
| Votanti        | 936                  |    | Giovanni Conso    | 253  |      |
| Astenuti       | 46                   |    | Gianfranco Miglio | 79   |      |
| Maggioranza    | 508                  |    | Ettore Gallo      | 52   |      |
|                |                      |    | Leo Valiani       | 44   |      |
|                | Oscar Luigi Scalfaro | 21 |                   |      |      |
|                | Amintore Fanfani     | 12 |                   |      |      |
|                | Giulio Andreotti     | 8  |                   |      |      |
|                | Bettino Craxi        | 8  |                   |      |      |
|                | Arnaldo Forlani      | 8  |                   |      |      |
|                | Giorgio Ruffolo      | 7  |                   |      |      |
|                | Tina Anselmi         | 4  |                   |      |      |
|                | Alfredo Biondi       | 4  |                   |      |      |
|                | Leopoldo Elia        | 4  |                   |      |      |
|                | Gino Giugni          | 3  |                   |      |      |
|                | Mino Martinazzoli    | 3  |                   |      |      |
|                | Claudio Signorile    | 3  |                   |      |      |
|                | Giovanni Spadolini   | 3  |                   |      |      |
|                | Marte Ferrari        | 2  |                   |      |      |
|                | Giovanni Galloni     | 2  |                   |      |      |
|                | Nilde Iotti          | 2  |                   |      |      |
|                | Mariotto Segni       | 2  |                   |      |      |
|                | Voti dispersi        | 16 |                   |      |      |
|                | Schede bianche       | 33 |                   |      |      |
|                | Schede nulle         | 12 |                   |      |      |

Poiché nessun candidato raggiunge il quorum richiesto, si procede al XV scrutinio.

### 23 maggio 1992

#### XV scrutinio
Per la nomina è richiesta una maggioranza assoluta dei 1011 membri dell'Assemblea.
| Dati votazione | Dati votazione       |     | Nome               | Nome | Voti |
| -------------- | -------------------- | --- | ------------------ | ---- | ---- |
| Presenti       | 942                  |     | Giovanni Conso     | 235  |      |
| Votanti        | 941                  |     | Gianfranco Miglio  | 74   |      |
| Astenuti       | 1                    |     | Ettore Gallo       | 51   |      |
| Maggioranza    | 508                  |     | Francesco Cossiga  | 23   |      |
|                |                      |     | Giovanni Spadolini | 22   |      |
|                | Aldo Aniasi          | 20  |                    |      |      |
|                | Oscar Luigi Scalfaro | 17  |                    |      |      |
|                | Roland Riz           | 13  |                    |      |      |
|                | Giulio Andreotti     | 11  |                    |      |      |
|                | Arnaldo Forlani      | 10  |                    |      |      |
|                | Alfredo Biondi       | 4   |                    |      |      |
|                | Giovanni Galloni     | 4   |                    |      |      |
|                | Achille Occhetto     | 3   |                    |      |      |
|                | Leo Valiani          | 3   |                    |      |      |
|                | Aureliana Alberici   | 2   |                    |      |      |
|                | Guido Carli          | 2   |                    |      |      |
|                | Bettino Craxi        | 2   |                    |      |      |
|                | Marte Ferrari        | 2   |                    |      |      |
|                | Mino Martinazzoli    | 2   |                    |      |      |
|                | Vittorio Mussolini   | 2   |                    |      |      |
|                | Livio Paladin        | 2   |                    |      |      |
|                | Paolo Pillitteri     | 2   |                    |      |      |
|                | Eugenio Scalfari     | 2   |                    |      |      |
|                | Giuliano Vassalli    | 2   |                    |      |      |
|                | Voti dispersi        | 30  |                    |      |      |
|                | Schede bianche       | 397 |                    |      |      |
|                | Schede nulle         | 4   |                    |      |      |

Poiché nessun candidato raggiunge il quorum richiesto, si procede al XVI scrutinio.

### 25 maggio 1992

#### XVI scrutinio
Per la nomina è richiesta una maggioranza assoluta dei 1011 membri dell'Assemblea. È l'elezione del Presidente della Repubblica che ha avuto più votanti, 1002.
| Dati votazione | Dati votazione     |    | Nome                 | Nome | Voti |
| -------------- | ------------------ | -- | -------------------- | ---- | ---- |
| Presenti       | 1002               |    | Oscar Luigi Scalfaro | 672  |      |
| Votanti        | 1002               |    | Gianfranco Miglio    | 75   |      |
| Astenuti       | 0                  |    | Francesco Cossiga    | 63   |      |
| Maggioranza    | 508                |    | Paolo Volponi        | 50   |      |
|                |                    |    | Leo Valiani          | 36   |      |
|                | Arnaldo Forlani    | 7  |                      |      |      |
|                | Giovanni Spadolini | 7  |                      |      |      |
|                | Giulio Andreotti   | 6  |                      |      |      |
|                | Giuliano Vassalli  | 6  |                      |      |      |
|                | Giovanni Conso     | 4  |                      |      |      |
|                | Nilde Iotti        | 4  |                      |      |      |
|                | Umberto Bossi      | 3  |                      |      |      |
|                | Eugenio Scalfari   | 3  |                      |      |      |
|                | Guido Quaranta     | 2  |                      |      |      |
|                | Voti dispersi      | 15 |                      |      |      |
|                | Schede bianche     | 38 |                      |      |      |
|                | Schede nulle       | 11 |                      |      |      |

Risulta eletto: Oscar Luigi Scalfaro.